# Croton densivestitus
Croton densivestitus là một loài thực vật có hoa trong họ Đại kích. Loài này được C.T.White & W.D.Francis mô tả khoa học đầu tiên năm 1923.